# SV Rammelsbach
Der SV Rammelsbach ist ein Fußballverein aus der im Landkreis Kusel gelegenen Gemeinde Rammelsbach.

## Geschichte
Die Wurzeln des Vereins liegen beim 1922 gegründeten Arbeiter- Turn- und Sportverein Rammelsbach (kurz: ATSV) und dem 1930 gegründeten Fußballverein 1930 Rammelsbach. Diese schlossen sich 1933 zum heutigen Verein zusammen. Bereits 1939 konnte der Verein seinen ersten Erfolg feiern, als er Meister der Gruppe Nord der Kreisklasse 1 wurde und somit in die Bezirksliga aufstieg. Kriegsbedingt musste 1940 der Spielbetrieb eingestellt werden; lediglich die Jugend sollte bis zum Ende des Zweiten Weltkriegs spielen.
Am 28. Oktober 1945 wurde der Verein unter dem heutigen Namen Sportverein Rammelsbach neu gegründet. Ein halbes Jahr später konnte der Spielbetrieb aufgenommen werden. 1947 konnte die Meisterschaft der Kreisklasse A erlangt werden und stieg damit in die Bezirksklasse Hinterpfalz auf. Zwei Jahre später folgte der Aufstieg in die Landesliga, aus der der Verein jedoch nach nur einem Jahr abstieg.
1954 gelang der Aufstieg in die 1. Amateurliga Südwest, in der sich die Rammelsbacher insgesamt fünf Jahre halten konnten. 1964 erfolgte der Abstieg aus der zweiten Amateurliga; seither ist der SV Rammelsbach durchgehend in unteren Spielklassen vertreten. Lediglich 1976 gelang der Aufstieg in die damals viertklassige Bezirksliga Westpfalz.